# Лауреати Державної премії України в галузі науки і техніки (2019)
Державна премія України в галузі науки і техніки — лауреати 2019 року.
На підставі подання Комітету з Державних премій України в галузі науки і техніки Президент України Володимир Зеленський видав Указ № 4/2020 від 13 січня 2020 року «Про присудження Державних премій України в галузі науки і техніки 2019 року».
За поданням Комітету Указами Президента присуджено 12 Державних премій України в галузі науки і техніки за відкриті роботи та 3 премії роботам, що становлять державну таємницю.
На 2019 рік розмір Державної премії України в галузі науки і техніки склав 300 000 гривень кожна.

## Лауреати Державної премії України в галузі науки і техніки 2019 року (відкриті роботи)
| Премійована робота | Лауреати                             | Коротко про лауреата |
| --- | ------------------------------------ | --- |
| за роботу «Структура та взаємодія атомних ядер в пружних, непружних і радіоактивних процесах»                                                               | Клепіков В'ячеслав Федорович         | член-кореспондент Національної академії наук України, директор Інституту електрофізики і радіаційних технологій НАН України                                                                                            |
| за роботу «Структура та взаємодія атомних ядер в пружних, непружних і радіоактивних процесах»                                                               | Денисов Віталій Юрійович             | член-кореспондент Національної академії наук України, заступник директора Інституту ядерних досліджень НАН України |
| за роботу «Структура та взаємодія атомних ядер в пружних, непружних і радіоактивних процесах»                                                               | Понкратенко Олег Анатолійович        | доктор фізико-математичних наук, завідувач відділу Інституту ядерних досліджень НАН України |
| за роботу «Структура та взаємодія атомних ядер в пружних, непружних і радіоактивних процесах»                                                               | Михайлюк Вадим Петрович              | доктор фізико-математичних наук, завідувач лабораторії Інституту ядерних досліджень НАН України |
| за роботу «Структура та взаємодія атомних ядер в пружних, непружних і радіоактивних процесах»                                                               | Харченко Владислав Федорович         | доктор фізико-математичних наук, головний науковий співробітник Інституту теоретичної фізики імені М. М. Боголюбова НАН України                                                                                        |
| за роботу «Структура та взаємодія атомних ядер в пружних, непружних і радіоактивних процесах»                                                               | Пилипенко Володимир Владиславович    | доктор фізико-математичних наук, провідний науковий співробітник Національного наукового центру «Харківський фізико-технічний інститут» НАН України                                                                    |
| за роботу «Структура та взаємодія атомних ядер в пружних, непружних і радіоактивних процесах»                                                               | Бережний Юрій Анатолійович           | доктор фізико-математичних наук, професор Харківського національного університету імені В. Н. Каразіна |
| за роботу «Структура та взаємодія атомних ядер в пружних, непружних і радіоактивних процесах»                                                               | Плюйко Володимир Андрійович          | доктор фізико-математичних наук, професор Київського національного університету імені Тараса Шевченка; |
| за роботу «Новітні методи математичного моделювання складних процесів та систем на основі високопродуктивних обчислень»                                     | Єршов Сергій Володимирович           | доктор фізико-математичних наук, учений секретар Інституту кібернетики імені В. М. Глушкова НАН України |
| за роботу «Новітні методи математичного моделювання складних процесів та систем на основі високопродуктивних обчислень»                                     | Тульчинський Вадим Григорович        | доктор фізико-математичних наук, завідувач відділу Інституту кібернетики імені В. М. Глушкова НАН України |
| за роботу «Новітні методи математичного моделювання складних процесів та систем на основі високопродуктивних обчислень»                                     | Скобелєв Володимир Геннадійович      | доктор фізико-математичних наук, провідний науковий співробітник Інституту кібернетики імені В. М. Глушкова НАН України                                                                                                |
| за роботу «Новітні методи математичного моделювання складних процесів та систем на основі високопродуктивних обчислень»                                     | Галба Євген Федорович                | доктор фізико-математичних наук, старший науковий співробітник Інституту кібернетики імені В. М. Глушкова НАН України                                                                                                  |
| за роботу «Новітні методи математичного моделювання складних процесів та систем на основі високопродуктивних обчислень»                                     | Попов Олександр Володимирович        | кандидат фізико-математичних наук, старший науковий співробітник Інституту кібернетики імені В. М. Глушкова НАН України                                                                                                |
| за роботу «Новітні методи математичного моделювання складних процесів та систем на основі високопродуктивних обчислень»                                     | Дорошенко Анатолій Юхимович          | доктор фізико-математичних наук, професор Національного технічного університету України «Київський політехнічний інститут імені Ігоря Сікорського»                                                                     |
| за роботу «Новітні методи математичного моделювання складних процесів та систем на основі високопродуктивних обчислень»                                     | Петрик Михайло Романович             | доктор фізико-математичних наук, завідувач кафедри Тернопільського національного технічного університету імені Івана Пулюя                                                                                             |
| за роботу «Новітні методи математичного моделювання складних процесів та систем на основі високопродуктивних обчислень»                                     | Литвин Олег Олегович                 | доктор фізико-математичних наук, виконувач обов'язків завідувача кафедри Української інженерно-педагогічної академії                                                                                                   |
| за роботу «Забезпечення функціональної безпеки критичних інформаційно-керуючих систем»                                                                      | Лукін Володимир Васильович           | доктор технічних наук, завідувач кафедри Національного аерокосмічного університету імені М. Є. Жуковського «Харківський авіаційний інститут»                                                                           |
| за роботу «Забезпечення функціональної безпеки критичних інформаційно-керуючих систем»                                                                      | Харченко В'ячеслав Сергійович        | доктор технічних наук, завідувач кафедри Національного аерокосмічного університету імені М. Є. Жуковського «Харківський авіаційний інститут»                                                                           |
| за роботу «Забезпечення функціональної безпеки критичних інформаційно-керуючих систем»                                                                      | Яковлев Сергій Всеволодович          | доктор фізико-математичних наук, професор Національного аерокосмічного університету імені М. Є. Жуковського «Харківський авіаційний інститут»                                                                          |
| за роботу «Забезпечення функціональної безпеки критичних інформаційно-керуючих систем»                                                                      | Уривський Леонід Олександрович       | доктор технічних наук, завідувач кафедри Національного технічного університету України «Київський політехнічний інститут імені Ігоря Сікорського»                                                                      |
| за роботу «Забезпечення функціональної безпеки критичних інформаційно-керуючих систем»                                                                      | Горбачик Олена Семенівна             | кандидат технічних наук, старший науковий співробітник Інституту проблем реєстрації інформації НАН України |
| за роботу «Забезпечення функціональної безпеки критичних інформаційно-керуючих систем»                                                                      | Летичевський Олександр Олександрович | доктор фізико-математичних наук, завідувач відділу Інституту кібернетики імені В. М. Глушкова НАН України |
| за роботу «Забезпечення функціональної безпеки критичних інформаційно-керуючих систем»                                                                      | Сіора Олександр Андрійович           | кандидат технічних наук, генеральний директор публічного акціонерного товариства "Науково-виробниче підприємство «Радій»                                                                                               |
| за роботу «Забезпечення функціональної безпеки критичних інформаційно-керуючих систем»                                                                      | Сидоренко Микола Федорович           | кандидат технічних наук, головний конструктор державного науково-виробничого підприємства «Об'єднання Комунар» |
| за роботу «Глибинна будова літосфери та сейсмічна небезпека території України»                                                                              | Кендзера Олександр Володимирович     | член-кореспондент Національної академії наук України, заступник директора Інституту геофізики імені С. І. Субботіна НАН України                                                                                        |
| за роботу «Глибинна будова літосфери та сейсмічна небезпека території України»                                                                              | Чулков Сергій Сергійович             | заступник директора Інституту геофізики імені С. І. Субботіна НАН України |
| за роботу «Глибинна будова літосфери та сейсмічна небезпека території України»                                                                              | Легостаєва Ольга Вадимівна           | кандидат фізико-математичних наук, учений секретар Інституту геофізики імені С. І. Субботіна НАН України |
| за роботу «Глибинна будова літосфери та сейсмічна небезпека території України»                                                                              | Омельченко Віктор Данилович          | кандидат геолого-мінералогічних наук, завідувач відділу Інституту геофізики імені С. І. Субботіна НАН України |
| за роботу «Глибинна будова літосфери та сейсмічна небезпека території України»                                                                              | Лисинчук Дмитро Володимирович        | доктор геологічних наук, провідний науковий співробітник Інституту геофізики імені С. І. Субботіна НАН України |
| за роботу «Глибинна будова літосфери та сейсмічна небезпека території України»                                                                              | Гринь Дмитро Миколайович             | кандидат фізико-математичних наук, старший науковий співробітник Інституту геофізики імені С. І. Субботіна НАН України                                                                                                 |
| за роботу «Глибинна будова літосфери та сейсмічна небезпека території України»                                                                              | Коломієць Катерина Володимирівна     | кандидат фізико-математичних наук, старший науковий співробітник Інституту геофізики імені С. І. Субботіна НАН України                                                                                                 |
| за роботу «Глибинна будова літосфери та сейсмічна небезпека території України»                                                                              | Толкунов Анатолій Петрович           | кандидат геологічних наук, перший заступник генерального директора державного геофізичного підприємства «Укргеофізика»                                                                                                 |
| за роботу «Створення роторів турбін великої потужності» | Дмитрик Віталій Володимирович        | доктор технічних наук, завідувач кафедри Національного технічного університету «Харківський політехнічний інститут» |
| за роботу «Створення роторів турбін великої потужності» | Морачковський Олег Костянтинович     | доктор технічних наук, завідувач кафедри Національного технічного університету «Харківський політехнічний інститут» |
| за роботу «Створення роторів турбін великої потужності» | Усатий Олександр Павлович            | доктор технічних наук, завідувач кафедри Національного технічного університету «Харківський політехнічний інститут» |
| за роботу «Створення роторів турбін великої потужності» | Зайцев Борис Пилипович               | доктор технічних наук, провідний науковий співробітник Інституту проблем машинобудування імені А. М. Підгорного НАН України                                                                                            |
| за роботу «Створення роторів турбін великої потужності» | Скульський Валентин Юрійович         | доктор технічних наук, провідний науковий співробітник Інституту електрозварювання імені Є. О. Патона НАН України |
| за роботу «Створення роторів турбін великої потужності» | Пащенко Юрій Григорович              | заступник головного інженера, головний технолог акціонерного товариства «Турбоатом» |
| за роботу «Створення роторів турбін великої потужності» | Гришин Микола Миколайович            | кандидат технічних наук, начальник сектору акціонерного товариства «Турбоатом» |
| за роботу «Створення роторів турбін великої потужності» | Кантор Олександр Геннадійович        | начальник технологічного бюро акціонерного товариства «Турбоатом» |
| за роботу «Наукові основи інноваційних технологій заміщення антрациту в тепловій енергетиці та їх впровадження»                                             | Дунаєвська Наталія Іванівна          | доктор технічних наук, директор Інституту вугільних енерготехнологій НАН України |
| за роботу «Наукові основи інноваційних технологій заміщення антрациту в тепловій енергетиці та їх впровадження»                                             | Чернявський Микола Володимирович     | кандидат технічних наук, завідувач лабораторії Інституту вугільних енерготехнологій НАН України |
| за роботу «Наукові основи інноваційних технологій заміщення антрациту в тепловій енергетиці та їх впровадження»                                             | Провалов Олексій Юрійович            | кандидат технічних наук, старший науковий співробітник Інституту вугільних енерготехнологій НАН України |
| за роботу «Наукові основи інноваційних технологій заміщення антрациту в тепловій енергетиці та їх впровадження»                                             | Кравець Петро Павлович               | директор Трипільської теплової електричної станції публічного акціонерного товариства «ЦЕНТРЕНЕРГО» |
| за роботу «Наукові основи інноваційних технологій заміщення антрациту в тепловій енергетиці та їх впровадження»                                             | Моісеєнко Олег Валерійович           | заступник директора відокремленого підрозділу державного підприємства "Науково-технічний центр «ВУГЛЕІННОВАЦІЯ» |
| за роботу «Наукові основи інноваційних технологій заміщення антрациту в тепловій енергетиці та їх впровадження»                                             | Бабенко Ігор Анатолійович            | кандидат технічних наук, головний інженер Зміївської теплової електричної станції публічного акціонерного товариства «ЦЕНТРЕНЕРГО»                                                                                     |
| за роботу «Наукові основи інноваційних технологій заміщення антрациту в тепловій енергетиці та їх впровадження»                                             | Мірошниченко Євген Сергійович        | головний фахівець приватного акціонерного товариства «ТЕХЕНЕРГО» |
| за роботу «Наукові основи інноваційних технологій заміщення антрациту в тепловій енергетиці та їх впровадження»                                             | Майстренко Олександр Юрійович        | академік Національної академії наук України (посмертно) |
| за роботу «Створення полімерних матеріалів та конструкцій з них під дією фізичних полів»                                                                    | Мамуня Євген Петрович                | доктор фізико-математичних наук, провідний науковий співробітник Інституту хімії високомолекулярних сполук НАН України                                                                                                 |
| за роботу «Створення полімерних матеріалів та конструкцій з них під дією фізичних полів»                                                                    | Демченко Валерій Леонідович          | кандидат фізико-математичних наук, старший науковий співробітник Інституту хімії високомолекулярних сполук НАН України                                                                                                 |
| за роботу «Створення полімерних матеріалів та конструкцій з них під дією фізичних полів»                                                                    | Юрженко Максим Володимирович         | кандидат фізико-математичних наук, завідувач відділу Інституту електрозварювання імені Є. О. Патона НАН України |
| за роботу «Створення полімерних матеріалів та конструкцій з них під дією фізичних полів»                                                                    | Букетов Андрій Вікторович            | доктор технічних наук, завідувач кафедри Херсонської державної морської академії |
| за роботу «Створення полімерних матеріалів та конструкцій з них під дією фізичних полів»                                                                    | Черваков Олег Вікторович             | доктор технічних наук, завідувач кафедри державного вищого навчального закладу «Український державний хіміко-технологічний університет»                                                                                |
| за роботу «Створення полімерних матеріалів та конструкцій з них під дією фізичних полів»                                                                    | Стухляк Петро Данилович              | доктор технічних наук, професор Тернопільського національного технічного університету імені Івана Пулюя |
| за роботу «Створення полімерних матеріалів та конструкцій з них під дією фізичних полів»                                                                    | Сімбіркіна Анжеліка Миколаївна       | заступник начальника комплексу державного підприємства «Конструкторське бюро „Південне“ імені М. К. Янгеля» |
| за роботу «Високоселективні методи синтезу гетероциклічних сполук для розробки компонентів функціональних матеріалів та створення нових лікарських засобів» | Чебанов Валентин Анатолійович        | член-кореспондент Національної академії наук України, перший заступник генерального директора державної наукової установи «Науково-технологічний комплекс „Інститут монокристалів“ Національної академії наук України» |
| за роботу «Високоселективні методи синтезу гетероциклічних сполук для розробки компонентів функціональних матеріалів та створення нових лікарських засобів» | Десенко Сергій Михайлович            | доктор хімічних наук, завідувач відділу державної наукової установи «Науково-технологічний комплекс „Інститут монокристалів“ Національної академії наук України»                                                       |
| за роботу «Високоселективні методи синтезу гетероциклічних сполук для розробки компонентів функціональних матеріалів та створення нових лікарських засобів» | Ляпунов Микола Олександрович         | доктор фармацевтичних наук, провідний науковий співробітник державної наукової установи «Науково-технологічний комплекс „Інститут монокристалів“ Національної академії наук України»                                   |
| за роботу «Високоселективні методи синтезу гетероциклічних сполук для розробки компонентів функціональних матеріалів та створення нових лікарських засобів» | Броварець Володимир Сергійович       | доктор хімічних наук, заступник директора Інституту біоорганічної хімії та нафтохімії імені В. П. Кухаря НАН України                                                                                                   |
| за роботу «Високоселективні методи синтезу гетероциклічних сполук для розробки компонентів функціональних матеріалів та створення нових лікарських засобів» | Вовк Михайло Володимирович           | доктор хімічних наук, заступник директора Інституту органічної хімії НАН України |
| за роботу «Високоселективні методи синтезу гетероциклічних сполук для розробки компонентів функціональних матеріалів та створення нових лікарських засобів» | Ліпсон Вікторія Вікторівна           | доктор хімічних наук, завідувач відділу державної установи «Інститут проблем ендокринної патології імені В. Я. Данилевського Національної академії медичних наук України»                                              |
| за роботу «Високоселективні методи синтезу гетероциклічних сполук для розробки компонентів функціональних матеріалів та створення нових лікарських засобів» | Лесик Роман Богданович               | доктор фармацевтичних наук, завідувач кафедри Львівського національного медичного університету імені Данила Галицького                                                                                                 |
| за роботу «Високоселективні методи синтезу гетероциклічних сполук для розробки компонентів функціональних матеріалів та створення нових лікарських засобів» | Обушак Микола Дмитрович              | доктор хімічних наук, завідувач кафедри Львівського національного університету імені Івана Франка |
| за роботу «Попередження кардіо-церебральних ускладнень та раптової смерті»                                                                                  | Сичов Олег Сергійович                | доктор медичних наук, завідувач відділу державної установи "Національний науковий центр «Інститут кардіології імені академіка М. Д. Стражеска» Національної академії медичних наук України                             |
| за роботу «Попередження кардіо-церебральних ускладнень та раптової смерті»                                                                                  | Соколов Юрій Миколайович             | доктор медичних наук, завідувач відділу державної установи "Національний науковий центр «Інститут кардіології імені академіка М. Д. Стражеска» Національної академії медичних наук України                             |
| за роботу «Попередження кардіо-церебральних ускладнень та раптової смерті»                                                                                  | Руденко Костянтин Володимирович      | доктор медичних наук, заступник директора державної установи «Національний інститут серцево-судинної хірургії імені М. М. Амосова Національної академії медичних наук України»                                         |
| за роботу «Попередження кардіо-церебральних ускладнень та раптової смерті»                                                                                  | Залевський Валерій Павлович          | завідувач відділення державної установи «Національний інститут серцево-судинної хірургії імені М. М. Амосова Національної академії медичних наук України»                                                              |
| за роботу «Попередження кардіо-церебральних ускладнень та раптової смерті»                                                                                  | Копиця Микола Павлович               | доктор медичних наук, завідувач відділу державної установи «Національний інститут терапії імені Л. Т. Малої Національної академії медичних наук України»                                                               |
| за роботу «Попередження кардіо-церебральних ускладнень та раптової смерті»                                                                                  | Целуйко Віра Йосипівна               | доктор медичних наук, завідувач кафедри Харківської медичної академії післядипломної освіти |
| за роботу «Попередження кардіо-церебральних ускладнень та раптової смерті»                                                                                  | Біловол Олександр Миколайович        | доктор медичних наук, професор кафедри Харківського національного медичного університету |
| за роботу «Попередження кардіо-церебральних ускладнень та раптової смерті»                                                                                  | Денисюк Віталій Іванович             | доктор медичних наук, професор Вінницького національного медичного університету імені М. І. Пирогова |
| за роботу «Високотехнологічні методи надання спеціалізованої стоматологічної допомоги в мирний та воєнний час»                                              | Шнайдер Станіслав Аркадійович        | доктор медичних наук, директор державної установи «Інститут стоматології та щелепно-лицевої хірургії Національної академії медичних наук України»                                                                      |
| за роботу «Високотехнологічні методи надання спеціалізованої стоматологічної допомоги в мирний та воєнний час»                                              | Дєнька Оксана Василівна              | доктор медичних наук, завідувач відділу державної установи «Інститут стоматології та щелепно-лицевої хірургії Національної академії медичних наук України»                                                             |
| за роботу «Високотехнологічні методи надання спеціалізованої стоматологічної допомоги в мирний та воєнний час»                                              | Маланчук Владислав Олександрович     | доктор медичних наук, завідувач кафедри Національного медичного університету імені О. О. Богомольця |
| за роботу «Високотехнологічні методи надання спеціалізованої стоматологічної допомоги в мирний та воєнний час»                                              | Рибачук Анна Володимирівна           | кандидат медичних наук, доцент Національного медичного університету імені О. О. Богомольця |
| за роботу «Високотехнологічні методи надання спеціалізованої стоматологічної допомоги в мирний та воєнний час»                                              | Дрогомирецька Мирослава Стефанівна   | доктор медичних наук, завідувач кафедри Національної медичної академії післядипломної освіти імені П. Л. Шупика |
| за роботу «Високотехнологічні методи надання спеціалізованої стоматологічної допомоги в мирний та воєнний час»                                              | Мазур Ірина Петрівна                 | доктор медичних наук, професор Національної медичної академії післядипломної освіти імені П. Л. Шупика |
| за роботу «Високотехнологічні методи надання спеціалізованої стоматологічної допомоги в мирний та воєнний час»                                              | Лихота Андрій Миколайович            | доктор медичних наук, полковник медичної служби, начальник кафедри Української військово-медичної академії |
| за роботу «Створення нових мінеральних сполук і поліфункціональних наноматеріалів та їх використання у тваринництві та ветеринарній медицині»               | Іскра Руслана Ярославівна            | доктор біологічних наук, заступник директора Інституту біології тварин Національної академії аграрних наук України |
| за роботу «Створення нових мінеральних сполук і поліфункціональних наноматеріалів та їх використання у тваринництві та ветеринарній медицині»               | Ратич Іриней Борисович               | доктор сільськогосподарських наук, головний науковий співробітник Інституту біології тварин Національної академії аграрних наук України                                                                                |
| за роботу «Створення нових мінеральних сполук і поліфункціональних наноматеріалів та їх використання у тваринництві та ветеринарній медицині»               | Федорук Ростислав Степанович         | доктор ветеринарних наук, головний науковий співробітник Інституту біології тварин Національної академії аграрних наук України                                                                                         |
| за роботу «Створення нових мінеральних сполук і поліфункціональних наноматеріалів та їх використання у тваринництві та ветеринарній медицині»               | Гладій Михайло Васильович            | доктор економічних наук, перший віце-президент Національної академії аграрних наук України |
| за роботу «Створення нових мінеральних сполук і поліфункціональних наноматеріалів та їх використання у тваринництві та ветеринарній медицині»               | Седіло Григорій Михайлович           | доктор сільськогосподарських наук, радник дирекції Інституту сільського господарства Карпатського регіону Національної академії аграрних наук України                                                                  |
| за роботу «Створення нових мінеральних сполук і поліфункціональних наноматеріалів та їх використання у тваринництві та ветеринарній медицині»               | Влізло Василь Васильович             | доктор ветеринарних наук, головний науковий співробітник Державного науково-дослідного контрольного інституту ветеринарних препаратів і кормових добавок                                                               |
| за роботу «Створення нових мінеральних сполук і поліфункціональних наноматеріалів та їх використання у тваринництві та ветеринарній медицині»               | Снітинський Володимир Васильович     | доктор біологічних наук, ректор Львівського національного аграрного університету |
| за роботу «Створення нових мінеральних сполук і поліфункціональних наноматеріалів та їх використання у тваринництві та ветеринарній медицині»               | Каплуненко Володимир Георгійович     | доктор технічних наук, директор товариства з обмеженою відповідальністю «Наноматеріали і нанотехнології» |
| за роботу «Життєвий світ і психологічна безпека людини в умовах суспільних змін»                                                                            | Слюсаревський Микола Миколайович     | кандидат психологічних наук, директор Інституту соціальної та політичної психології Національної академії педагогічних наук України                                                                                    |
| за роботу «Життєвий світ і психологічна безпека людини в умовах суспільних змін»                                                                            | Найдьонова Любов Антонівна           | доктор психологічних наук, заступник директора Інституту соціальної та політичної психології Національної академії педагогічних наук України                                                                           |
| за роботу «Життєвий світ і психологічна безпека людини в умовах суспільних змін»                                                                            | Горностай Павло Петрович             | доктор психологічних наук, головний науковий співробітник Інституту соціальної та політичної психології Національної академії педагогічних наук України                                                                |
| за роботу «Життєвий світ і психологічна безпека людини в умовах суспільних змін»                                                                            | Татенко Віталій Олександрович        | доктор психологічних наук, головний науковий співробітник Інституту соціальної та політичної психології Національної академії педагогічних наук України                                                                |
| за роботу «Життєвий світ і психологічна безпека людини в умовах суспільних змін»                                                                            | Титаренко Тетяна Михайлівна          | доктор психологічних наук, головний науковий співробітник Інституту соціальної та політичної психології Національної академії педагогічних наук України                                                                |
| за роботу «Життєвий світ і психологічна безпека людини в умовах суспільних змін»                                                                            | Кочубейник Ольга Миколаївна          | доктор психологічних наук, провідний науковий співробітник Інституту соціальної та політичної психології Національної академії педагогічних наук України                                                               |
| за роботу «Життєвий світ і психологічна безпека людини в умовах суспільних змін»                                                                            | Лазоренко Борис Петрович             | кандидат філософських наук, провідний науковий співробітник Інституту соціальної та політичної психології Національної академії педагогічних наук України                                                              |